# Samuel Jones
Samuel "Sam" Symington Jones, född 16 januari 1879, död 13 april 1954, var en amerikansk friidrottare som främst tävlade i höjdhopp och tresteg.
1901, 1903 och 1904 vann Jones höjdhopp vid det amerikanska mästerskapet (Amateur Athletic Union). Vid sommar-OS 1904 i St. Louis gick han segrande ur höjdhoppstävlingen 29 augusti med resultatet 1,80. Tvåa blev landsmannen Garrett Serviss och trea tysken Paul Weinstein, bägge med höjden 1,77.
Jones deltog även i tresteg, där han kom på sjunde (och sista) plats i tävlingen.
Han studerade vid New York University och arbetade först som ingenjör, därefter som lärare.